# Cigaritis syphax
Cigaritis syphax är en fjärilsart som beskrevs av Lucas 1849. Cigaritis syphax ingår i släktet Cigaritis och familjen juvelvingar. Inga underarter finns listade i Catalogue of Life.